# Eirunepé (kommun)
Eirunepé är en kommun i Brasilien.   Den ligger i delstaten Amazonas, i den västra delen av landet, 2 600 km väster om huvudstaden Brasília. Antalet invånare är 30 666.
Följande samhällen finns i Eirunepé:
- Eirunepé
- Envira

I omgivningarna runt Eirunepé växer i huvudsak städsegrön lövskog. Trakten runt Eirunepé är nära nog obefolkad, med mindre än två invånare per kvadratkilometer.